# الوقف في السودان

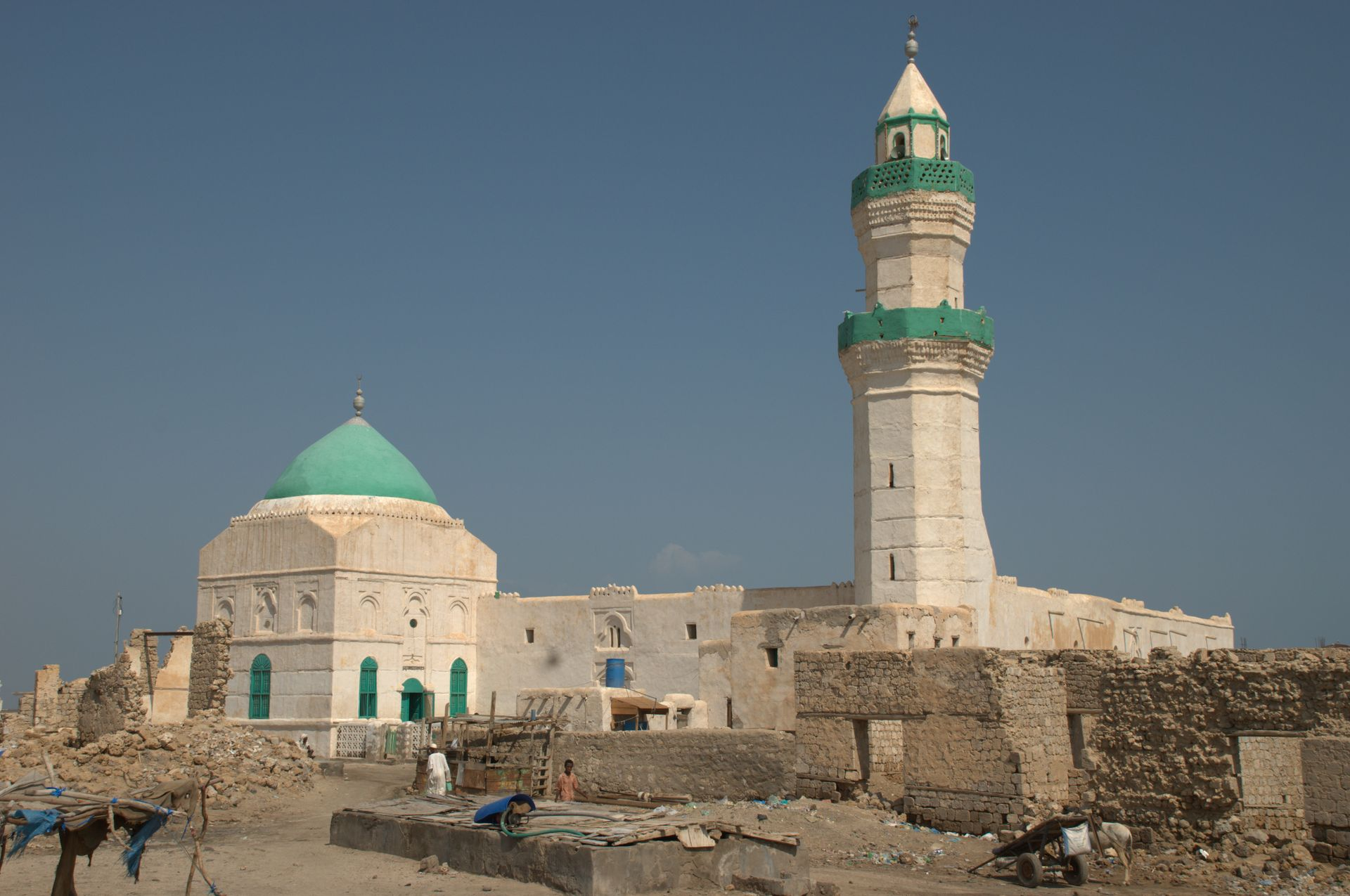
سواكن، السودان، مسجد ببر الجيف

الوقف في السودان تاريخ الوقف في السودان قديم، قدم دخول الإسلام إليه في القرن الأول الهجري، وقد كان مسجد (دنقلا العجوز)، أول وقف إسلامي مؤرخ في السودان، وما انتشرت الأوقاف، وتطورت إلا في عهد الممالك الإسلامية السودانية، في عهد السلطنة الزرقاء (مملكة سنار)، وفي عهد سلطنة دارفور، وأوقف سلاطين تلك الممالك الإسلامية، الدور والأراضي والبساتين على الحرمين وطلبة العلم وعلى الفقراء والمساكين، ولم تقتصر أوقاف السودان في عهد الممالك السودانية على مناطق السودان؛ بل وصلت إلى خارج السودان، وفي العصر الحديث، ضعف انتشار ثقافة الوقف بين أفراد المجتمع السوداني، وتم تنظيم وترتيب الأوقاف، وحصرها، واستثمار بعضها، مما جعلها تتحول إلى هيئة فاعلة مؤثرة، تساهم في تنمية المجتمع السوداني تعليمياً ودينياً وصحياً واجتماعياً.

## نشأة الأوقاف في السودان

### الأوقاف السودانية قبل الإسلام
عرف السودان الوقف منذ قبل الإسلام، فالمعابد والمدافن قبل الميلاد في حضارات وادي النيل، في منطقة النوبة، والبركل، ومروي، والبجراوية، وغيرها من المناطق السودانية، ضاربة بجذورها في التاريخ، وتلت تلك الأوقاف كنائس الممالك المسيحية في نوباتيا والمقرة وعلوة، كدور للعبادة يعظمونها ويسرجونها، حيث كانوا يستخدمون الشموع والمسارج في إضاءة كنائسهم التي كانت تزيد عن خمسمائة كنيسة داخل مملكة علوة.

### الأوقاف الإسلامية في السودان
بدأت الأوقاف منذ دخول الإسلام إلى السودان في القرن السابع عشر الميلادي القرن الأول الهجري، وأول من بدأ الوقف في السودان ثلاثة من الصحابة، ثم في عهد الخليفة عمر، خرجت سرايا مصر لإسكات اعتداءات النوبة على مصر، وانتصر المسلمون بقيادة عبد الله بن أبي السرح، فجعلوا كنيسة (دنقلا العجوز) مسجداً، ومن المعلوم أن المسجد يصبح وقفاً بتشييده وإقامة الشعائر فيه، وعليه فإن مسجد (دنقلا العجوز)، يعتبر أول وقف إسلامي مؤرخ في السودان.

## الوقف في السودان خلال عصر الصحابة
أول من بدأ الوقف في السودان ثلاثة من الصحابة، وهم سودانيون، سمعوا بظهور النبي محمد ﷺ، فذهبوا للقائه، فالتقوا به في مكة في حجة الوداع، فأسلموا ورجعوا إلى بلاد السودان ينشرون الإسلام ويعلمون الناس وقد أقام أحدهم في قرية (كنور) بين عطبرة بربر، وأقام الثاني في (الدامر)، وأقام الثالث في (ود مدني)، والذي أقام بكنور لا يزال قبره معروف بتلك القرية، إلى الآن ويزار، وقد أقام فيها أوقافاً إسلامية، استمرت إلى وقت قريب.
وبعد الفتح الإسلامي الأول نما مفهوم الوقف والوعي بأهميته، فمن الأمثلة للأوقاف الإسلامية في السودان بعد الفتح الإسلامي: (مسجد عبد الله بن سعد بن أبي السرح)، والذي يُعد أول وقف مؤرخ في السودان، وذلك عام: (31هـ)، وكان في منطقة دنقلا، فقد نصَّت معاهدة البقط بين أبي السرح، وعظيم النوبة فيما نصت عليه سنة: (31هـ -615م): وعليكم حفظ المسجد الذي ابتناه المسلمون بفناء مدينتكم، ولا تمنعوا منه مصلياً، ولا تعرضوا المسلم قصده وجاور فيه إلى أن ينصرف عنه، وعليكم كنسه وإسراجه وتكرمته"، فأصبح المسجد قبلة لمن يريد حفظ القرآن، ويصلي، ويدعو للإسلام، ويجاور فيه إلى أن ينصرف عنه، ثم انتشرت المساجد والخلاوي والزوايا والتكايا من بعد ذلك مع انتشار الإسلام في كافة جهات السودان.

## أوقاف السودان في عهد السلطنات والممالك الإسلامية
انتشرت الأوقاف، وتطورت في عهد الممالك السودانية، ومنها على وجه الخصوص المساجد والخلاوي القرآنية، ففي عهد السلطنة الزرقاء (1504-1821م) تأسست سلطنة سنار التي اهتم ملوكها بالعلم، فأقاموا الأروقة السنارية في الأزهر بالقاهرة وفي الحرمين، لاستيعاب طلابهم المبتعثين إلى هناك، وشجعوا هجرة علماء الدين الإسلامي إلى السودان لنشر الدعوة والعلم.
وتميز عهد سلطنة الفور (1640م)، بأن غلب عليها الوقف السلطاني، ومالت إلى الوقف في الحجاز، والوقف على طلبة العلم في مصر.
ومن أبرز الأوقاف في عهد هذه السلطنات والممالك، ما يلي:

### أوقاف الشيخ عجيب المانجلك
فقد كان يقطع الإقطاعات الواسعة للعلماء والصالحين في مشيخة العبدلاب، يشوقهم للإمامة في مملكته بكل الطرق، حتى ينشروا الدين والثقافة الإسلامية، وأنشأ المساجد وبنى الخلاوي لتدريس القرآن، ثم تابع شرق النيل الأزرق حتى بلدة (الروصيرص)، ومنطقة يقال لها (ساوليل)، ومنطقة: (قمبرة)، في حدود السودان الشرقية مع إثيوبيا، واتجه نحو منطقة غرب السودان يقيم الخلاوي والمساجد ودور التعليم والذكر، وكذلك اتجه نحو شمال السودان حتى منقطة (فرس)، وفي الشرق سواكن ومصوع، كما استجلب الأساتذة والعلماء من كل مكان، وقد أخذ (الشيخ عجيب) يشجع أهل العلم على الإقامة في مملكته، فأقطعهم إقطاعات واسعة من الأطيان، لا تزال موجودة حتى اليوم مع أحفادهم.

### خلاوي تعليم القرآن والعلوم الشرعية
ومنها (الخلوة الكبرى في منطقة دنقلا): أسسها غلام الله بن عائد الركابي، وخلاوي الشيخ محمود العركي: فقد أنشأ سبعة عشر خلوة بين الخرطوم وأليس في منطقة الكوة الحالية، وغيرهم كثيرون.

### وقف السلطان (منسى موسى)
أسس السلطان منسى موسى المساجد في منطقة (توات)، لما مر بها في طريقه إلى الحج، كما حرص على تشييد المساجد والجوامع في الأماكن التي توقف بها لأداء صلاة الجمعة، فكثير من المسلمين كانوا يصلون في المساجد التي أقيم بعضها داخل المدن أو على جنبات الطريق، ومن أشهر المساجد في عهد (منسى موسى)، هو (مسجد تمبكتو الكبير)، قام (الساحلي) بتصميمه والإشراف على بنائه، وقد تحول المسجد مع الزمن إلى مركز للعلوم الشرعية والدنيوية، وما تزال آثار هذه العمائر الوقفية من مساجد وغيرها موجودة حتى الآن.

### وقف السلطان (الأسقيا الحاج محمد)
فقد حمل معه أثناء رحلته إلى الحج (902هـ) ثلاث مائة ألف مثقال من الذهب الخالص، أخذها من كنوز (منسى موسى) التي تركها، وقد تصدق (الأسقيا) على فقراء مكة مائة ألف دينار، واشترى بيوتاً وأوقفها على الفقراء والمساكين والحجاج القادمين من بلاد السودان الغربي.

## الأوقاف السودانية خارج السودان

### وقف حارة الأغوات بالمدينة المنورة
وهي حارة بمنطقة المدينة المنورة، بناها وأوقفها بعض سلاطين سلطنة الفور وحكام سنار، والحارة المشار إليها تقع بالقرب من المسجد النبوي جهة الشرق، وفيها دور وطوابق أزيلت منذ سنوات توسعة للحرم النبوي، وتلك هي أرقعة المعروفة باسم حارات الأغوات.

### تعبيد طريق الحجيج السودانيين إلى بلاد الحجاز
فقد استطاع الشيخ عجيب أن يعبد طريقاً ليبدأ من بلدة برب على ضفاف النيل، ويمر عبر السهول حتى مدينة سنكات، وكانت هناك عقبة من التلال الصخرية بعد سنكات حتى ميناء سواكن، فاستجلب الشيخ عجيب كميات كبيرة من السمن وصبها على الصخور العاتية، وأشعل فيها النار فتهشمت وأمن شق الطرق من المكان الذي توجد عليه اليوم (محطة اربة)، ثم حفر حفيراً ضخماً على طريق الحجيج، ليمتلئ بالماء في موسم الخريف، ويبقى كذلك حتى يحل الموسم الجديد، وأطلق عليه (حفير شات).

### أروقة للسودانيين بالأزهر والحرمين
فقد أُنشِأت في عهد الدولة السنارية الأروقة الوقفية للسودانيين في الأزهر بمصر، والحرمين بمكة والمدينة.

### بنايات للحجيج السودانيين في المدينة ومكة
فقد بنى بنايات في مكة لإقامة الحجيج السودانيين، وقيل أيضاً أنه بنى في المدينة المنورة بنايات أخرى لإقامة الحجيج، تتكون من عدد كبير من السرايات حول المسجد النبوي، وكانت مأوى الحجيج السوداني، وآثارها لا تزال باقية هناك، كما أمكن الحصول على صورة مصورة للمكتوب الذي بموجبه تم تسجيل ذلك هناك.

### أوقاف العبدلاب
وقد تم العثور على الصك الذي يثبت أوقاف العبدلاب في كل من المدينة ومكة، وهو وقف السلطان دياب بن بادي.

### أوقاف علي دينار
وهي عبارة عن أوقاف في المدينة المنورة، وقيل عنها (آبار علي).

### أوقاف الفور بجدة
ويقع هذا الوقف في باب شريف من مدينة جدة، ويشمل على مسجد حديث البناء، وحوش تزيد مساحته على ألف متر، وعلى العديد من المنازل التي يسكنها أبناء الفور، وهذا الوقف بواسطة امرأة من قبيلة الفور لصالح أبناء الفور، حيث جعلت النظار منهم.

## إدارة أوقاف السودان في العصر الحديث
بدأ الاهتمام بترتيب شؤون الوقف في العصر الحديث، في فترة الحكم الإنجليزي المصري، عندما صدر في سنة (1902م) قانون المحاكم الشرعية، وصدرت بموجبه لائحة ترتيب ونظام المحاكم الشرعية لعام (1903م)، ورغم صدور اللائحة المنظمة لأمور الوقف في السودان منذ عام (1903م)، إلا أن التقنين المتكامل لشؤون الوقف لم يتم إلا في عام (1970م) بصدور قانون الوقف الخيري.
وبعد فترة الضياع التي لازمت الأوقاف منذ عهد الاستعمار، وحتى منتصف عام (1980م)، جاء قانون هيئة الأوقاف الإسلامية لعام (1986م)، والذي لم يتم تفعيله إلا في أواخر عام (1989م)، ومـن أهـم مميـزات هـذا القـانون؛ أنـه نـص علـى جعـل هيئـة الأوقـاف الإسـلامية هيئـة مسـتقلة ذات شخصية اعتبارية، لها مجلس إدارة وهيكل ونظام إداري ومالي متخصص.
وبـدأت هيئـة الأوقـاف فـي مزاولـة أعمالهـا وفـق هيكلهـا الإداري الجديـد منـذ عـام (1989م)، واســتقطبت العديــد مــن الكــوادر الإداريــة والفنيــة المؤهلــة، وحصــرت ووثقــت الأوقــاف الموجــودة بالسودان، واستعادت ما أخذ بالغصب منهـا، وطبقـت أجـرة المثـل علـى عقـارات الأوقـاف المـؤجرة، كمــا وضــعت الهيئــة الخطــط والبــرامج الجــادة والطموحــة لتطــوير الأوقــاف وتنميتهــا.
وفـي عـام 1996م صـدر قـانون آخـر امتـداداً لقانون (1986م) حيـث جـاء القـانون ليواكـب التغييـرات التـي حـدثت فـي نظـام الحكـم فـي السـودان، ليمـنح الهيئة سلطات واسعة، ولفروعها في البلاد على أساس اقتصادي يناط به تنمية وتطوير واستثمار أموال الأوقاف السودانية، تحت مظلة وزارة الإرشاد والأوقاف.
وبعد أن أصبحت هيئة الأوقاف الإسلامية هيئة مستقلة، ووضعت خطة استراتيجية تكونت من سبع نقاط لاستيعاب الأغراض التي أُنشئت من أجلها، تطورت الأوقاف السودانية ونمت، وأصبحت هيئة الأوقاف الإسلامية ذات رصيد كبير في مجال العقارات الوقفيـة، حيـث كانـت نتاجـاً للتوسـع الأفقـي والرأسـي، فـي مجـال التنميـة العقاريـة الوقفيـة، اشـتملت علـى البنايـات الحديثة والموروثة منذ تأسيس الوقف.
وفي عام (2008م)، صــدور قــانون ديــوان الأوقــاف القوميــة، وتحولــت هيئــة الأوقــاف الإسـلامية بموجبـه إلـى مسـمى جديـد، يحمـل اسـم (ديـوان الأوقـاف القوميـة الإسـلامية)، وبهـذا يكـون القانون قـد أسـدل السـتار علـى اسـم (هيئـة الأوقـاف الإسـلامية)، وحُوِّلت كافة الحقوق والالتزامات، وكامل تجربة مسيرة عمل الهيئة، إلى ديوان الأوقاف القومية الإسلامية.
وفي عام (2009-2010م)، قامت مؤسسة الأوقاف ممثلة في (ديوان الأوقاف) بتصميم إستمارة لحصر الأوقاف بالولايات السودانية، أسفرت عن التوصل إلى قاعدة بيانات بالأوقاف في الولايات السودانية.

## حصر الأوقاف في الولايات السودانية

### العقارات
- ولاية الخرطوم 1735 عقاراً
- ولاية الجزيرة 767 عقاراً
- ولاية النيل الأبيض 440 عقاراً
- ولاية البحر الأحمر 462 عقاراً
- ولاية الشمالية 602 عقاراً
- ولاية سنار 176
- غرب دارفور 110
- القضارف 122
- جنوب كردفان 126
- شمال كردفان 408
- كسلا 343
- شمال دارفور 318
- وجنوب دارفور 185
- النيل الأزرق 51
- وجملتها (19707 عقاراً وقفياً).[1]

### الاراضي الزراعية
ولاية الجزيرة -داخل مشروع الجزيرة-، بلغت (19707 فدان)، وخارج المشروع (3906 فدان)، بالإضافة إلى ثلاثة مزارع بولاية النيل الأبيض، و (2376 فدان بالولاية الشمالية).
وفي ظل هذه الإصلاحات للأوقاف السودانية، تحولت الأوقاف من مصلحة حكومية تعيش عالة على موارد الدولة الشحيحة، إلى هيئة فاعلة مؤثرة، تقدم بعض الدعم لمؤسسات التعليم ومؤسسات الدعوة الإسلامية، والجمعيات الخيرية، وتمنح المساعدات للفقراء، وتسهم في صيانة المساجد، ودعم معاهد تحفيظ القرآن، ملتزمة في كل ذلك أحكام الوقف الشرعية، وشروط الواقفين.

## أنظر أيضا
- الوقف في اليمن
- الوقف في الأردن

## وصلات خارجية
- التجارب الوقفية في السودان
- أثر الوقف في تنمية المجتمع السوداني